# Homolocha novoguineae
Homolocha novoguineae là một loài bướm đêm trong họ Noctuidae.